# مات سولغاي
مات سولغاي (بالسلوفاكية: Máté Szolgai)‏ هو لاعب كرة قدم سلوفاكي ولد في غالانتا في سلوفاكيا في 27 يوليو من عام 2003، يلعب كلاعب وسط مع نادي سامورين السلوفاكي ومنتخب سلوفاكيا تحت 20 سنة لكرة القدم.